# 少年時代 (井上陽水の曲)
「少年時代」（しょうねんじだい）は、日本のシンガーソングライターである井上陽水の楽曲。1990年9月21日に、自身の29枚目のシングルとしてフォーライフ・レコードからリリースされた。
井上陽水の最大のヒット曲で、代表曲の一つに挙げられることがあり、1994年以降の中学校・高等学校の音楽教科書に何度も掲載されている。
2008年7月16日に、原盤の内容をそのまま採用したマキシシングルがリリースされた。

## 背景

### 制作
当初は荻野目洋子に提供したシングル「ギャラリー」のB面曲になる予定であったが、B面にしてはとても良い出来であったことと、同時期に同名映画の主題歌の話が来たため、この曲は陽水自らが歌うこととし、シングルでリリースすることになった経緯がある。なお、荻野目のシングルのB面となったのは陽水が代わりに書き下ろした「ON BED」である。
本楽曲の作曲は、飲み仲間であった藤子不二雄Ⓐから直接依頼された。藤子Ⓐは「ラララ…君と出会い君と笑い」というハミングと共に始まる自作の詩を作成し陽水に作曲を依頼したが、当初なかなかできあがって来ず、ついには映画のポスターの印刷にも間に合わない事態となった。映画関係者からは矢のような催促がなされたが、藤子Ⓐは「漫画家と同じで催促されるのは嫌だろう」と陽水に対して一切催促を行わなかった。そのかいもあり、陽水から上がってきたデモテープは、藤子Ⓐが事前に抱いていたイメージ通りの素晴らしい楽曲となった（ただし、藤子Ⓐが提供した歌詞は1行も使われていなかった。陽水は「安孫子さんの心をもらった」とコメントしている。）。藤子Ⓐが映画関係者からの催促を止めていた間、実は陽水は全国ツアーをキャンセルし3週間スタジオにこもって作曲を行っていた。
本作を共作した作曲家の平井夏美こと川原伸司によると、本作はもともと『少年時代』として作ったわけではなく、陽水がハミングした曲をもとに15分ほどで完成していた作品に対し、川原が「あの映画のテーマはこういう曲だよね」と陽水に提案したことで採用されたという。

### 歌詞
本楽曲の歌詞の中の季節は曲の進行によって変化し、夏を過ぎた秋のはじめの歌い出しで始まった後、2番では盛夏に戻り、最後は夏を過ぎた頃に戻る。
曲中に「風あざみ」という言葉が出てくるが、これは陽水による造語で、植物のアザミが直接関係がある訳でもない。風あざみという品種は存在せず、「アザミ」は元々春の季語でもある（2番の歌詞で同じ箇所に出てくる「宵かがり」も同様に陽水による造語である）。これについて陽水本人はNHKの番組（LIFE・2009年放送）で「オニアザミという言葉がふと浮かんだ時に、オニアザミがあればきっとカゼアザミもあるんだろうなと思った。もしそれが無かったとしても良い。辞書に無い言葉を歌詞に使ってはいけないという法律も無いのだから」と語っている。陽水の作品にはそのような「造語」が散見されており、教育学者の斎藤孝も陽水の歌詞について、「高い音で伸ばすときは、多少詞が変になっても、ウよりもイで終わる言葉の方が、聴いている方は気持ち良い」と指摘している。

### パフォーマンス
ピアノは、陽水とは旧知の仲でもある来生たかおが演奏している。依頼した理由として陽水は、この曲の「どこか未完成でまだまだ上達する余地のある少年」というイメージにぴったりだったからと述べ、実際、望み通りのピアノになったと自らコメントしている。1999年9月24日に行われた陽水のシークレットライヴにおいて、初めて同曲での共演が実現した。

## チャート成績
発売当初はオリコンの週間シングルチャートでも最高20位程度であったが、発売から1年経った1991年に、ソニー『ハンディカムCCD-TR105』のCM曲に採用されて、最高4位まで上り詰めた。その後もロングヒットとなり、1997年7月には日本レコード協会からミリオンセラーに認定された。累計売上（出荷）は136万枚。
フェイス・ワンダワークスが2015年に発表した、GIGAエンタメロディで15年間で最も多くダウンロードされた着信メロディを集計した「着信メロディ15年間ランキング」において20位にランクインされた。

## 収録曲
| 全作曲: 井上陽水、平井夏美。 |                |                   |                      |                   |                      |      |
| #                            | タイトル       | 作詞              | 作曲・編曲           | 編曲              | ストリングスアレンジ | 時間 |
| 1.                           | 「少年時代」   | 井上陽水          | 井上陽水 、 平井夏美 | 井上陽水 平井夏美 | 星勝                 | 3:21 |
| 2.                           | 「荒ワシの歌」 | 井上陽水 飯泉俊之 | 井上陽水 、 平井夏美 | 小野沢篤 平井夏美 |                      | 2:15 |
| 合計時間:                    | 合計時間:      | 合計時間:         | 合計時間:            | 合計時間:         | 5:36                 |      |

## メディアでの使用
| # | 曲名           | タイアップ                                                   | 時期   | 備考 | 出典   |
| - | -------------- | ------------------------------------------------------------ | ------ | --- | ------ |
| 1 | 「少年時代」   | 東宝映画『少年時代』主題歌                                   | 1990年 | | [ 10 ] |
| 1 | 「少年時代」   | ソニー『ハンディカム105』CF曲                                | 1991年 | |        |
| 1 | 「少年時代」   | キリンビールCF曲                                             | 2008年 | CM起用を受け、同年6月11日から「レコード会社直営♪」各サイトで（「mobile FORLIFE」は6月13日から）着うた、着うたフル、メロディーコール/待ちうたが配信された。 | [ 11 ] |
| 1 | 「少年時代」   | 健康家族 にんにく物語「土との出会い」篇CF曲                  | 2014年 | 高倉健の生涯最後のCM出演であり、高倉が同年11月に亡くなって以降も高倉の所属事務所の意向で当面の間このCMが放映された。                                       | [ 12 ] |
| 1 | 「少年時代」   | マクドナルド『家族といっしょに。「ピクルスのリレー」篇』CF曲 | 2022年 | | [ 13 ] |
| 2 | 「荒ワシの歌」 | YAHATA「EAGLES」のテーマ                                     | 1990年 | 東京都世田谷区の学童野球（少年野球）チーム「八幡イーグルス」のチーム歌。                                                                                   | [ 14 ] |

## 収録アルバム
- 『ハンサムボーイ』（#1）
- 『GOLDEN BEST』（#1）
- 『BEST BALLADE』（#1）
- 『NO SELECTION』（#1,#2）
- 『井上陽水 ReMASTER』（#1,#2）

## その他
- 1997年9月27日から2000年12月31日まで、西鉄大牟田線の特急列車で新栄町駅到着および大牟田駅終着時の車内チャイムとして使用されていた。
- 福岡県の田川郡糸田町では、17時に防災無線でこの曲のオルゴール音を流している[15]。糸田町は、陽水が幼少期から上京まで住んでいた町である。
- 2013年、日本コカ・コーラ「ジョージア エメラルドマウンテンブレンド」のCFで、CF出演者全員がこの曲を歌っている。
- 2016年、サントリー「伊右衛門」のCMで本木雅弘と宮沢りえが歌っている。

## カバー
収録作品は初出のもののみ記載する。
- 美川憲一（1992年、 アルバム『天衣無縫』）
- 五木ひろし（1992年、アルバム『五木ひろしベストコレクション’92』）
- 沢田知可子（2002年） - PlayStation 2「ぼくのなつやすみ2 海の冒険篇」主題歌。
- 岩崎宏美（2003年、カバーアルバム『Dear Friends II』）
- Retro G-Style（2003年、ミニアルバム『Party 3』）
- 宇多田ヒカル（2003年3月29日、映像作品『20代はイケイケ!』）
- ROCKING TIME（2003年、シングル『少年時代』）
- 忌野清志郎（2004年、トリビュート・アルバム『YOSUI TRIBUTE』）
- vague（2006年、オムニバスアルバム『スター★ヒットパレード 昭和の名曲アレンジベスト盤』）
- 佐藤竹善（2007年、アルバム『ウタヂカラ～CORNERSTONES 4～』）
- 夏川りみ（2007年、アルバム『歌さがし 〜リクエストカバーアルバム〜』）
- たかはし智秋・今井麻美（2007年、アルバム『THE IDOLM@STER RADIO TOP×TOP!』）
- Salon（2008年、アルバム『My Time』）
- 中西保志（2008年、カバーアルバム『Standards3』）
- 二階堂和美（2008年、カバーアルバム『ニカセトラ』）
- 森山良子（2008年、アルバム『春夏秋冬』）
- 島倉千代子（2009年、アルバム『名曲カバー傑作撰』）
- 豊崎愛生（2009年8月30日に行われた、声優ユニットスフィアのイベント「Shake X Sphere ～夏の夜の夢～」内にて）
- 茉奈 佳奈（2009年、カバーアルバム『ふたりうた2』）
- 島谷ひとみ（2010年、アルバム『男歌II〜20世紀ノスタルジア〜』）
- SKA LOVERS（2010年、アルバム『LOVERS SKA 〜Sing With You〜』）
- IU（2012年、シングル『You & I』カップリング）
- Platinum Voice All Stars[注 3]（2012年、カバーアルバム『Platinum Voice～届けたい歌がある～』）
- Acid Black Cherry（2013年、アルバム『Recreation 3』）
- 我那覇響（沼倉愛美）（2013年、一番くじプレミアム THE IDOLM@STER PART1 F賞景品『ミュージックディスクコレクション』収録）
- 美吉田月（2014年アルバム『JスタンダードビューティフルカヴァーズVol.2』）
- 城南海（2015年、アルバム『ミナミカゼ』）
- 柴咲コウ（2016年、カバーアルバム『続こううたう』[16]）
- デーモン閣下（2017年、アルバム『うただま』）
- 山田姉妹（2018年、カバーアルバム『ふたつでひとつ 〜心を繋ぐ、歌を継ぐ』）
- TABARU（2019年、ミニアルバム『TABACAFE』）
- ジェジュン（2020年、カバーアルバム『Love Covers II』）
- suis from Yorushika（2021年、映画「あの夏のルカ」日本版エンドソング[17]）
- 三山ひろし（2021年、アルバム『こころの歌～三山ひろし叙情歌を唄う～』）